# Borders & Boundaries
Borders & Boundaries jest albumem skapunkowego zespołu Less Than Jake

## Spis utworów
1. "Magnetic North" – 2:59
2. "Kehoe" – 3:01
3. "Suburban Myth" – 2:25
4. "Look What Happened" – 3:34
5. "Hell Looks A Lot Like L.A." – 2:13
6. "Mr. Chevy Celebrity" – 1:42
7. "Gainesville Rock City" – 3:07
8. "Malt Liquor Tastes Better When You've Got Problems" – 2:24
9. "Bad Scene And A Basement Show" – 2:38
10. "Is This Thing On?" – 3:06
11. "Pete Jackson Is Getting Married" – 1:54
12. "1989" – 2:27
13. "Last Hour Of The Last Day Of Work" – 3:17
14. "Bigger Picture" – 2:41
15. "Faction" – 3:30
16. "Help Save the Youth of America From Exploding" – 3:22
17. "Rock & Roll Pizzeria" – 2:17
18. "Down in Mission" – 2:43
19. "Anchor – Sugar in Your Gas Tank" – 2:51
20. "Just Like Frank" – 2:15
21. "9th at Pine" – 2:24